# Stand (Up) and Deliver
Stand (Up) and Deliver is de zeventiende aflevering van het eerste seizoen van het tienerdrama Beverly Hills, 90210, die voor het eerst werd uitgezonden op 7 maart 1991.

## Verhaal
Brenda is het zat constant als tiener te worden behandeld en trekt in bij een hippie annex stand-up comédienne. Ondertussen besluit Brandon mee te doen aan de campagne voor de nieuwe klassenpresident en zal het moeten opnemen tegen Michael. Hij krijgt op dat moment een eenmalige aanbod aangeboden van Kelly en Andrea.

## Rolverdeling
- Jason Priestley - Brandon Walsh
- Shannen Doherty - Brenda Walsh
- Jennie Garth - Kelly Taylor
- Ian Ziering - Steve Sanders
- Gabrielle Carteris - Andrea Zuckerman
- Luke Perry - Dylan McKay
- Brian Austin Green - David Silver
- Douglas Emerson - Scott Scanlon
- Tori Spelling - Donna Martin
- Carol Potter - Cindy Walsh
- James Eckhouse - Jim Walsh
- Carrie Hamilton - Sky
- Tom McTigue - Jack
- Scott Fults - Michael Miller